# Eliminatórias da Copa do Mundo de Rugby de 2007 - Oceania
As Eliminatórias da Copa do Mundo de Rugby de 2007 para Oceania competiram para dois lugares disponíveis, e um lugar na repescagem.

## Fase 1a
Um grupo de três equipas da região leste da Oceania, o vencedor do grupo passou para a Fase 2
| 29 de julho de 2005 |       |               |  |
| Vanuatu             | 20-12 | Ilhas Salomão |  |
|                     |       |               |  |

| 13 de agosto de 2005 |      |                  |  |
| Ilhas Salomão        | 7-45 | Papua-Nova Guiné |  |
|                      |      |                  |  |

| 20 de agosto de 2005 |      |         |  |
| Papua-Nova Guiné     | 97-3 | Vanuatu |  |
|                      |      |         |  |

### Classificação
| Seleção          | Vitórias | Empates | Derrotas | Pontos a favor | Pontos contra | Pontos +/- | Pontos |
| ---------------- | -------- | ------- | -------- | -------------- | ------------- | ---------- | ------ |
| Papua-Nova Guiné | 2        | 0       | 0        | 142            | 10            | +132       | 6      |
| Vanuatu          | 1        | 0       | 1        | 23             | 109           | -86        | 4      |
| Ilhas Salomão    | 0        | 0       | 2        | 19             | 65            | -46        | 2      |

Papua-Nova Guiné qualificada na Fase 2

## Fase 1b
Um grupo de três equipas da região oeste da Oceania, o vencedor do grupo passou para a Fase 2
| 22 de julho de 2005 |      |                    |  |
| Niue                | 55-8 | Polinésia Francesa |  |
|                     |      |                    |  |

| 30 de julho de 2005 |       |            |  |
| Polinésia Francesa  | 22-47 | Ilhas Cook |  |
|                     |       |            |  |

| 6 de agosto de 2005 |      |      |  |
| Ilhas Cook          | 24-5 | Niue |  |
|                     |      |      |  |

### Classificação
| Seleção            | Vitórias | Empates | Derrotas | Pontos a favor | Pontos contra | Pontos +/- | Pontos |
| ------------------ | -------- | ------- | -------- | -------------- | ------------- | ---------- | ------ |
| Ilhas Cook         | 2        | 0       | 0        | 81             | 27            | +54        | 6      |
| Niue               | 1        | 0       | 1        | 60             | 42            | +18        | 4      |
| Polinésia Francesa | 0        | 0       | 2        | 30             | 102           | -72        | 2      |

Ilhas Cook qualificada na Fase 2

## Fase 2
As vencedores de Fase 1a e Fase 1b jogaram a eliminatória em sistema de ida-e-volta. O vencedor entrou na Fase 4.
| 3 de setembro de 2005 |       |                  |  |
| Ilhas Cook            | 37-12 | Papua-Nova Guiné |  |
|                       |       |                  |  |

| 10 de setembro de 2005 |       |            |  |
| Papua-Nova Guiné       | 20-11 | Ilhas Cook |  |
|                        |       |            |  |

Ilhas Cook ganhou 48-32 qualificada para a Fase 4

## Fase 3
A ida e volta entre as equipes de Tonga, Samoa e Fiji. Vencedor e segundo avançou diretamente para RWC 2007
O terceiro lugar avança para o Round 4.
| 25 de junho de 2005 |       |       |      |
| Fiji                | 19-11 | Tonga | Fiji |
|                     |       |       | Fiji |

| 2 de julho de 2005 |       |       |       |
| Samoa              | 50-28 | Tonga | Samoa |
|                    |       |       | Samoa |

| 9 de julho de 2005 |       |       |      |
| Fiji               | 10-38 | Samoa | Fiji |
|                    |       |       | Fiji |

| 16 de julho de 2005 |       |      |       |
| Tonga               | 19-24 | Fiji | Tonga |
|                     |       |      | Tonga |

| 23 de julho de 2005 |       |       |       |
| Tonga               | 19-30 | Samoa | Tonga |
|                     |       |       | Tonga |

| 30 de julho de 2005 |       |       |      |
| Fiji                | 21-15 | Samoa | Fiji |
|                     |       |       | Fiji |

### Classificação
| Seleção | Vitórias | Empates | Derrotas | Pontos a favor | Pontos contra | Pontos +/- | Pontos |
| ------- | -------- | ------- | -------- | -------------- | ------------- | ---------- | ------ |
| Samoa   | 3        | 0       | 1        | 133            | 78            | +55        | 10     |
| Fiji    | 3        | 0       | 1        | 74             | 83            | -9         | 10     |
| Tonga   | 0        | 0       | 4        | 77             | 123           | -46        | 4      |

Samoa e Fiji qualificadas para a Fase Final da Copa do Mundo de Rugby de 2007.

Tonga qualificada pare Fase 4.

## Fase 4
Vencedor do Fase 2 e a terceira colocada da Fase 3 jogaram uma eliminatória em sistema de ida-e-volta. O vencedor foi qualificada para as Repescagem.
| 23 de junho de 2006 |       |       |           |
| Ilhas Cook          | 10-77 | Tonga | Rarotonga |
|                     |       |       | Rarotonga |

| 8 de julho de 2006 |      |            |       |
| Tonga              | 90-0 | Ilhas Cook | Tonga |
|                    |      |            | Tonga |

Tonga ganhou 167-10 qualificada para as Repescagem.

## Ver tambem
- Eliminatórias da Copa do Mundo de Rugby de 2007